# エントリーポイント
エントリーポイントとは、プログラムを実行するうえで、プログラムやサブルーチンの実行を開始する場所のこと。プログラム全体のエントリーポイントとなる場所を含むルーチンがメインルーチンである。
例えば、C言語の標準では、mainという名前の関数（の先頭）がエントリーポイントであり、各関数のエントリーポイントは、それぞれの関数の先頭である。
スクリプト言語やBASICなど、ソースコードの先頭から実行していく言語も少なくない。それらにおけるエントリーポイントはソースコードの先頭である。アセンブリ言語では、通常は言語としてはエントリーポイントを決めず、OSやリンケージエディタ・ローダなどの規定をそのまま引き継ぐか、それらに対しエントリーポイントを指定する。
プラグインやライブラリには複数のエントリーポイントが存在し、それを呼び出すことで外部からサブルーチンが実行できる。

## 各種プログラミング言語のエントリーポイント
- C、C++、Objective-C、Java、D言語、Pike： main
- C#、Visual Basic、Visual Basic .NET： Main
- Pascal： プログラムの定義の先頭がエントリーポイントである。名前は規格では規定されていない
- Mops： GO[1]